# Super Coupe de Tunisie de basket-ball 2024
Navigation
Super Coupe de Tunisie 2023 Super Coupe de Tunisie 2025
La Super Coupe de Tunisie de basket-ball 2024 est la 6e édition de la Super Coupe de Tunisie de basket-ball, compétition de basket-ball tunisienne opposant le champion de Tunisie au vainqueur de la coupe de Tunisie.

## Finale
| Date             | Lieu  | Équipe à domicile            | Équipe à l'extérieur | Score |
| ---------------- | ----- | ---------------------------- | -------------------- | ----- |
| 21 décembre 2024 | Radès | Union sportive monastirienne | Club africain        | 64-60 |

## Champion
- Union sportive monastirienne[2]
  - Président : Amir Hizem
  - Entraîneur : Racem Marzouki
  - Joueurs : Houssem Mhamli, Mahdi Sayeh, Mourad El Mabrouk, Joackim Haddad, Radhouane Slimane, Mortadha Ben Taher, Firas Lahyani, Bechir Ben Yahia, Mokhtar Ghayaza, P.J. Hardy, Shakur Juiston (en), Fadi Gharbi

## Autres
| Récompense           | Joueur            | Club          |
| -------------------- | ----------------- | ------------- |
| Meilleur meneur      | Omar Abada        | Club africain |
| Meilleur arrière     | Mourad El Mabrouk | US Monastir   |
| Meilleur ailier      | Jawhar Jaouadi    | Club africain |
| Meilleur ailier fort | Radhouane Slimane | US Monastir   |
| Meilleur pivot       | Mokhtar Ghayaza   | US Monastir   |